# 中嶋企画
有限会社中嶋企画（なかじまきかく、英称:Nakajima Planning Co., Ltd.）は、元レーシングドライバーの中嶋悟が代表を務める日本の企業。レーシングチーム「NAKAJIMA RACING（ナカジマレーシング）」の運営母体。レース関係者の間では「中企（ナカキ）」の呼び名で親しまれる。

## 概要
1983年に「中嶋企画」設立。経緯として、1982年のシーズン終了後、それまで所属していた生沢徹率いるi&iレーシング／チームイクザワでのヨーロッパF2参戦がシーズン途中で頓挫し、生沢の元を離れた中嶋悟が「ヨーロッパのレースに参戦するという目標は人に頼っていては実現しない」と強く思い、自身のレース活動拠点として設立を決意。しかしこの時にはヨーロッパ遠征でほぼ使い切っていて無一文の状況に近く、「自分でやるって言ってもどうやるのって感じ。お金が無かった。ゼロからもう一回全部自分でやり直し」の状況だったという。そのため、1983年シーズンは破格の契約金を提示したハラダレーシングに移籍する。「お金のために身を売ったのはこの時が初めてで最後」だと中嶋は述べているが、この契約金を元手にして「中嶋企画」は設立された。愛知県岡崎市の自宅に事務所を置く典型的な個人事務所としてスタートした。それまで2度挑戦したヨーロッパでのレース参戦が（主に資金的な理由で）思うようにならなかった経験から、独自のレーシングチームを持ち、且つスポンサーを確保し活動基盤を調え、再びヨーロッパに挑むことを目標とした。
1983年のシーズンオフに自動車雑誌『LE VOLANT』（立風書房）の編集者だった福田直道をマネージャーに迎え入れ東京事務所を開設。また時を同じくして、中嶋の古巣であるヒーローズレーシングと当時としては例のない契約形態（マシンをヒーローズが提供し、資金を中嶋企画が賄う）を結び、翌1984年から1986年まで「ヒーローズレーシング with ナカジマ」の体制で全日本F2選手権に参戦。その3年間、中嶋は連続でF2チャンピオンを獲得した。
1987年から中嶋がロータスよりF1参戦を開始する一方で、国内では全日本F3000選手権や全日本ツーリングカー選手権（JTC、Gr.A）に参戦。1989年からは全日本F3選手権にもサテライトチームを参戦させた。
1991年のシーズン終了をもって中嶋が現役を引退すると、翌1992年からは中嶋を正式にチーム監督に据え、自社メンテナンスも開始。全日本F3000選手権（現 スーパーフォーミュラ）、全日本ツーリングカー選手権（JTC及びJTCC）、全日本GT選手権（JGTC、現 SUPER GT）などに参戦。
若手ドライバーの育成や登用に積極的であり、1989 - 1990年は野田英樹、1991年は中野信治がイギリスのジュニア・フォーミュラに参戦。中嶋がチームを指揮するようになってからは一層その姿勢が前面に打ち出され、高木虎之介をはじめ山西康司、松田次生、小暮卓史、武藤英紀といった日本トップクラスのドライバーや、トム・コロネル、ラルフ・ファーマン、アンドレ・ロッテラー、ロイック・デュバル、アレックス・パロウなど、世界的なレーシングドライバーを輩出している。また、鈴鹿サーキットレーシングスクール（現：ホンダレーシングスクール）と提携を結び、スカラシップを獲得したドライバーに全日本F3選手権へ参戦する機会が与えられた（エントラントは「NAKAJIMA HONDA」名義として参戦）。
1997年には、かつて中嶋が在籍したF1のティレルと提携。ティレルのスポーティング・ディレクターに中嶋が就任し、テストドライバーに高木虎之介が起用された。翌年、高木はレギュラードライバーとなるも、提携はクレイグ・ポロックによるティレル買収により終了することとなった。なお、ティレル側から中嶋へチーム売却の打診はあったが、調整がつかず買収には至らなかった。
2008年シーズンからエプソン販売との共同企画で、GTマシンのカラーリングコンテストを開催。最優秀作品が実際のマシンのカラーリングに採用され、2018年シーズンまで行われた。
2011年に中嶋の次男である大祐がチームに加入。同年より長男の一貴も所属ドライバーとなっている。
2012年よりフォーミュラ・ニッポン（翌年からはスーパーフォーミュラ）のマシンのカラーリングを長年の白ベース（メインスポンサーであったPIAAのベースカラー）から、当初のチームカラーであるネイビーベースに変更して参戦。
2016年シーズン後半より、グリーンテックが支援を拡大したためスーパーフォーミュラのカラーリングがネイビーからグリーン&レッドに変更。このシーズンから中嶋一貴が乗るトムスのマシンがバンテリングリーンに変更になったことで「中嶋兄弟の見分けがつきにくい」と話題となった。
2017年は、スーパーフォーミュラに元F1ドライバーのナレイン・カーティケヤンを起用したことに伴い、カーティケヤンを支援するインド最大財閥タタ・グループの中核企業タタ・コンサルタンシー・サービシズが2009年以来のタイトルスポンサーに就任し、カラーリングがネイビーベースに戻された。
2019年のシーズン途中に元ブリヂストンでフェラーリにも在籍した浜島裕英がチームに加入。
2023年、中嶋悟が70歳を迎えることもあり、肩書を「総監督」に変更。スーパーフォーミュラでは伊沢拓也が監督となり、現場での指揮を執ることになった。

## 主なマシン

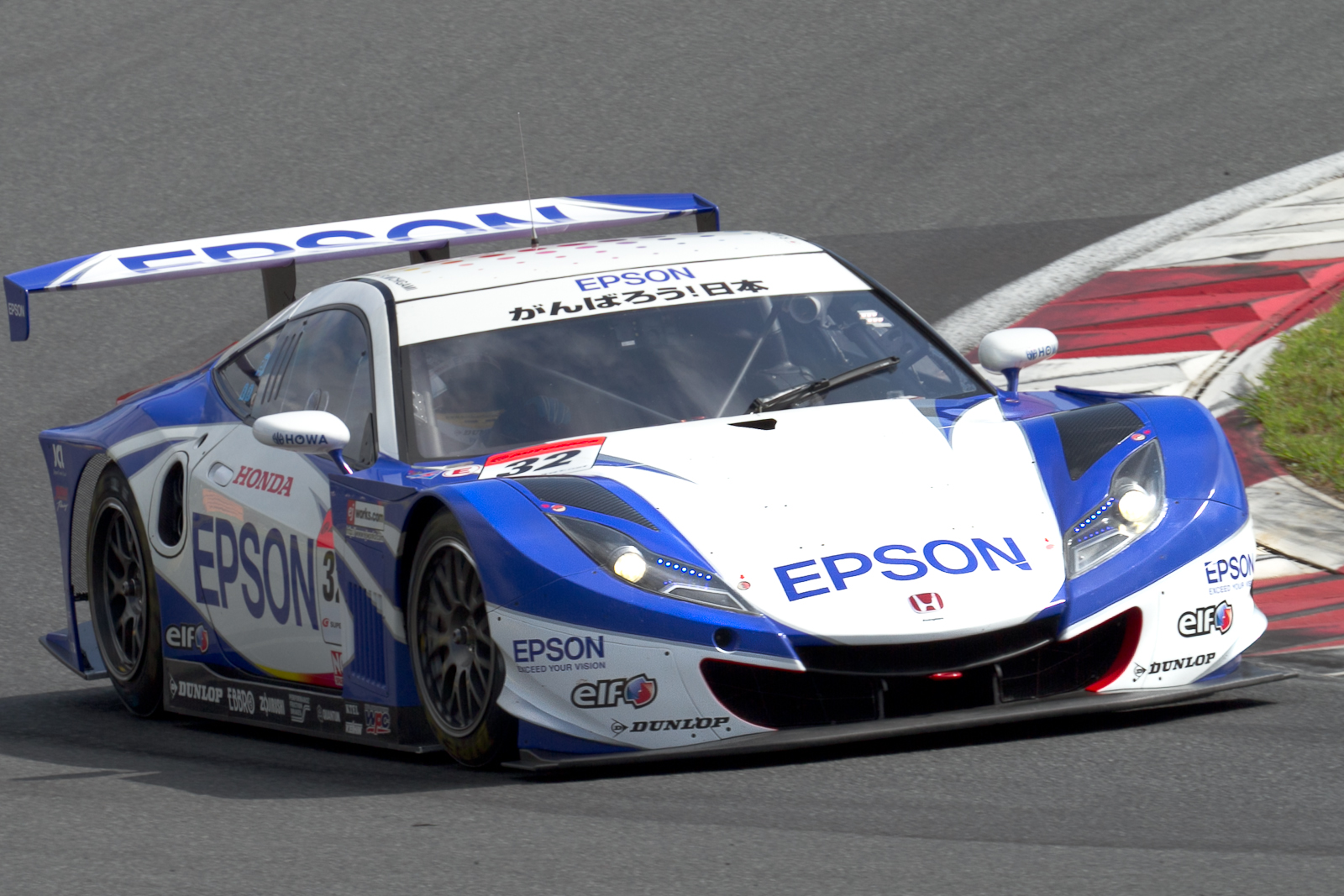
EPSON HSV-010 GT（2011年）

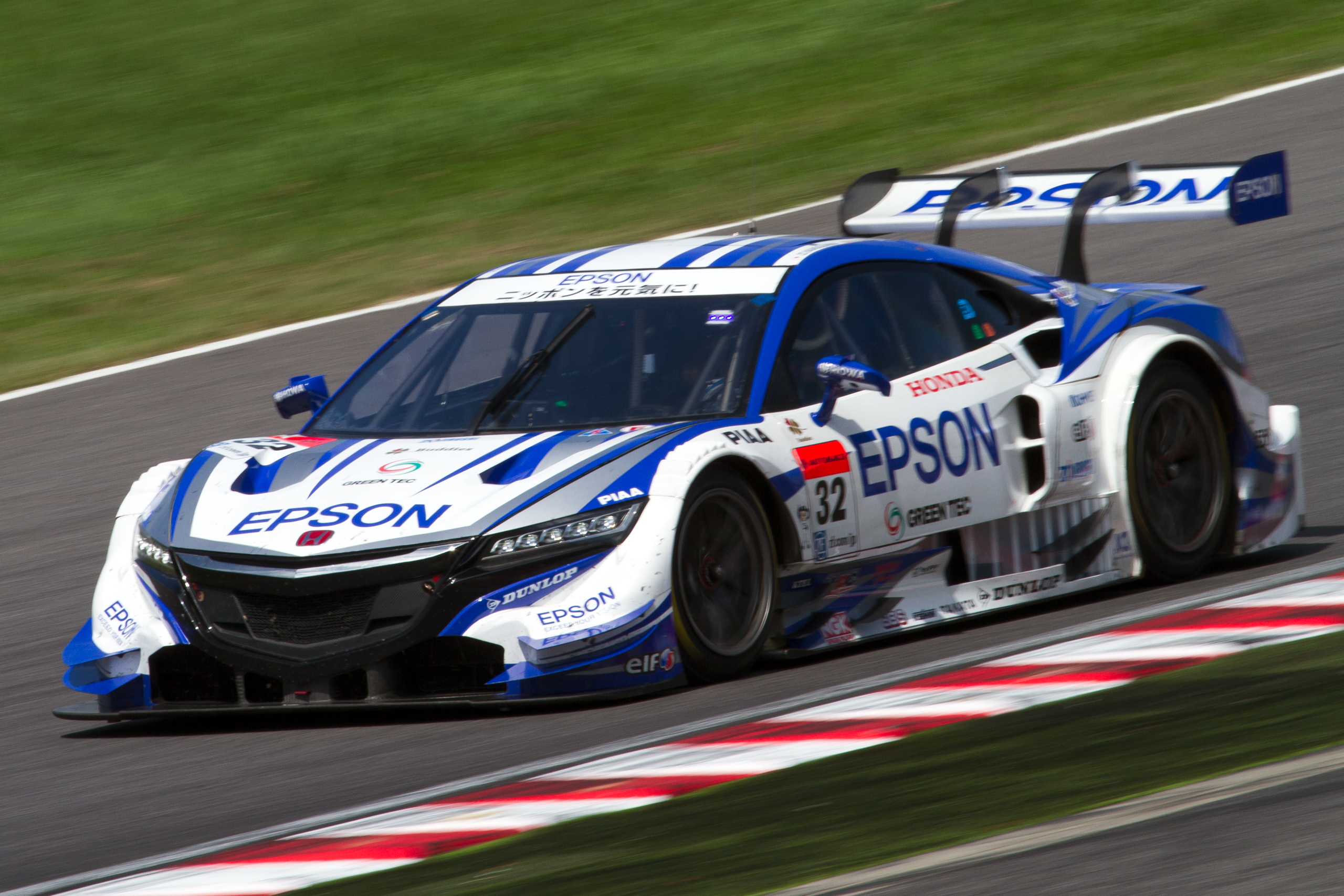
EPSON NSX CONCEPT-GT（2014年）

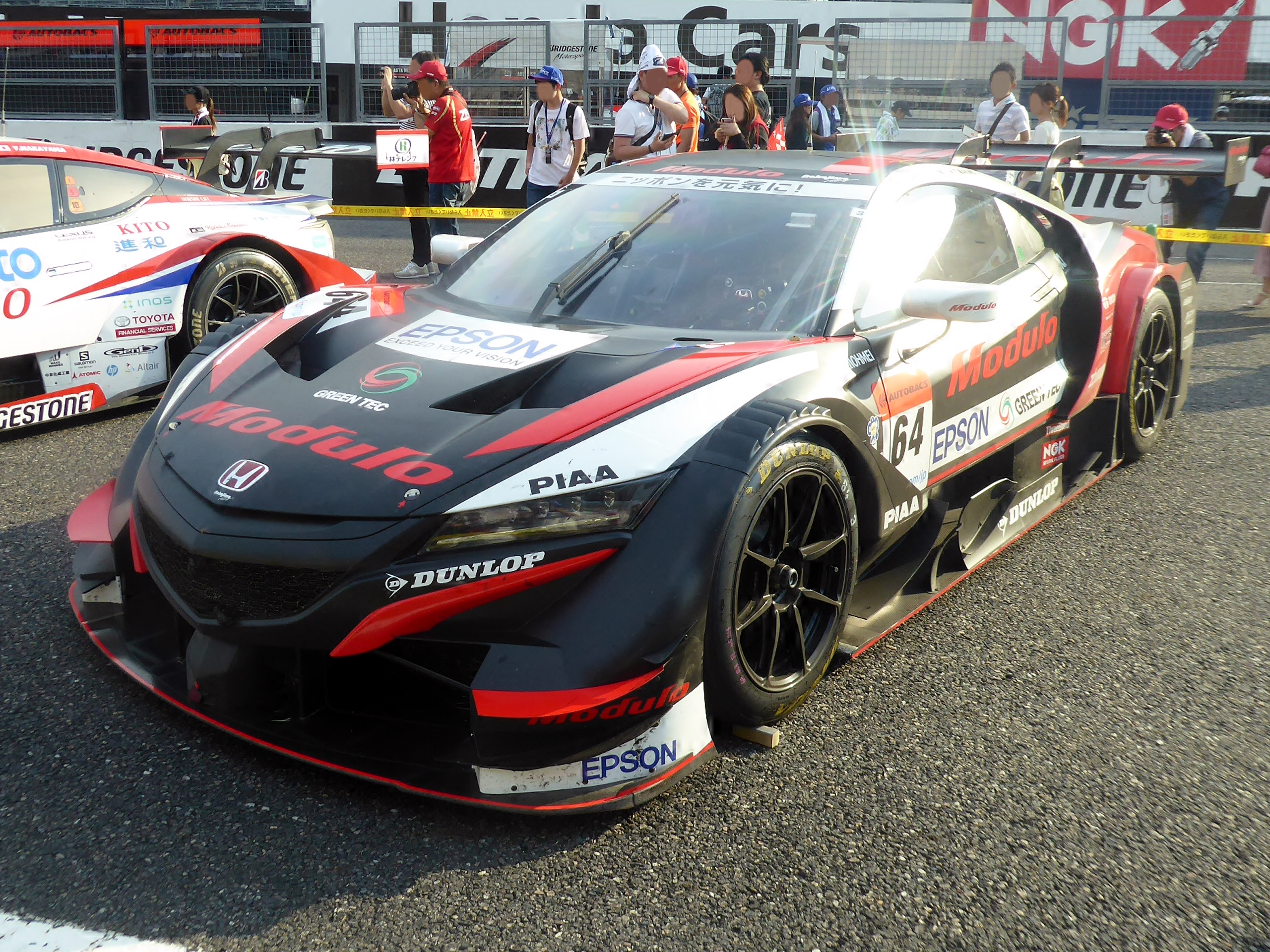
Modulo Epson NSX-GT（2019年）

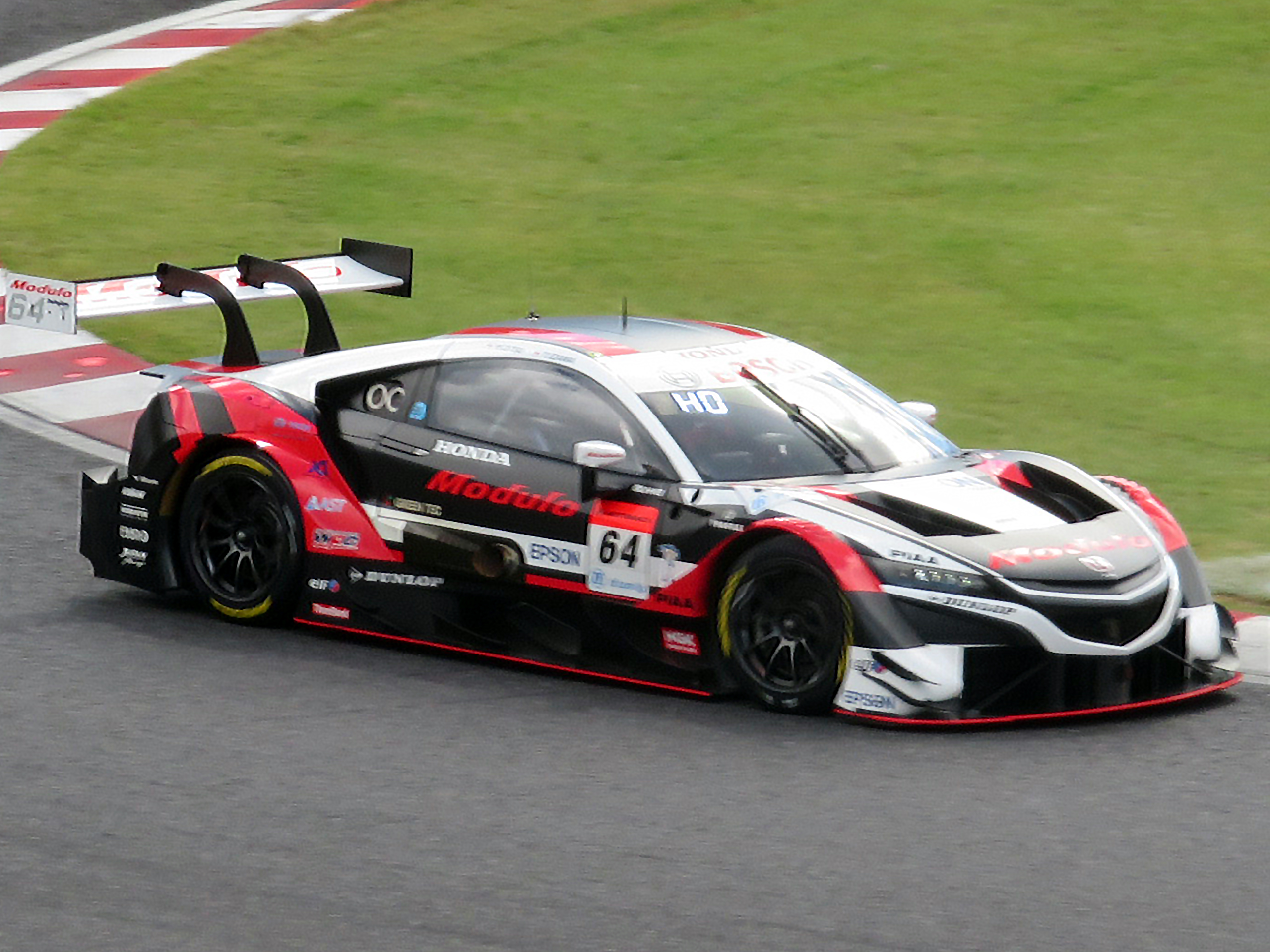
Modulo NSX-GT（2020年）

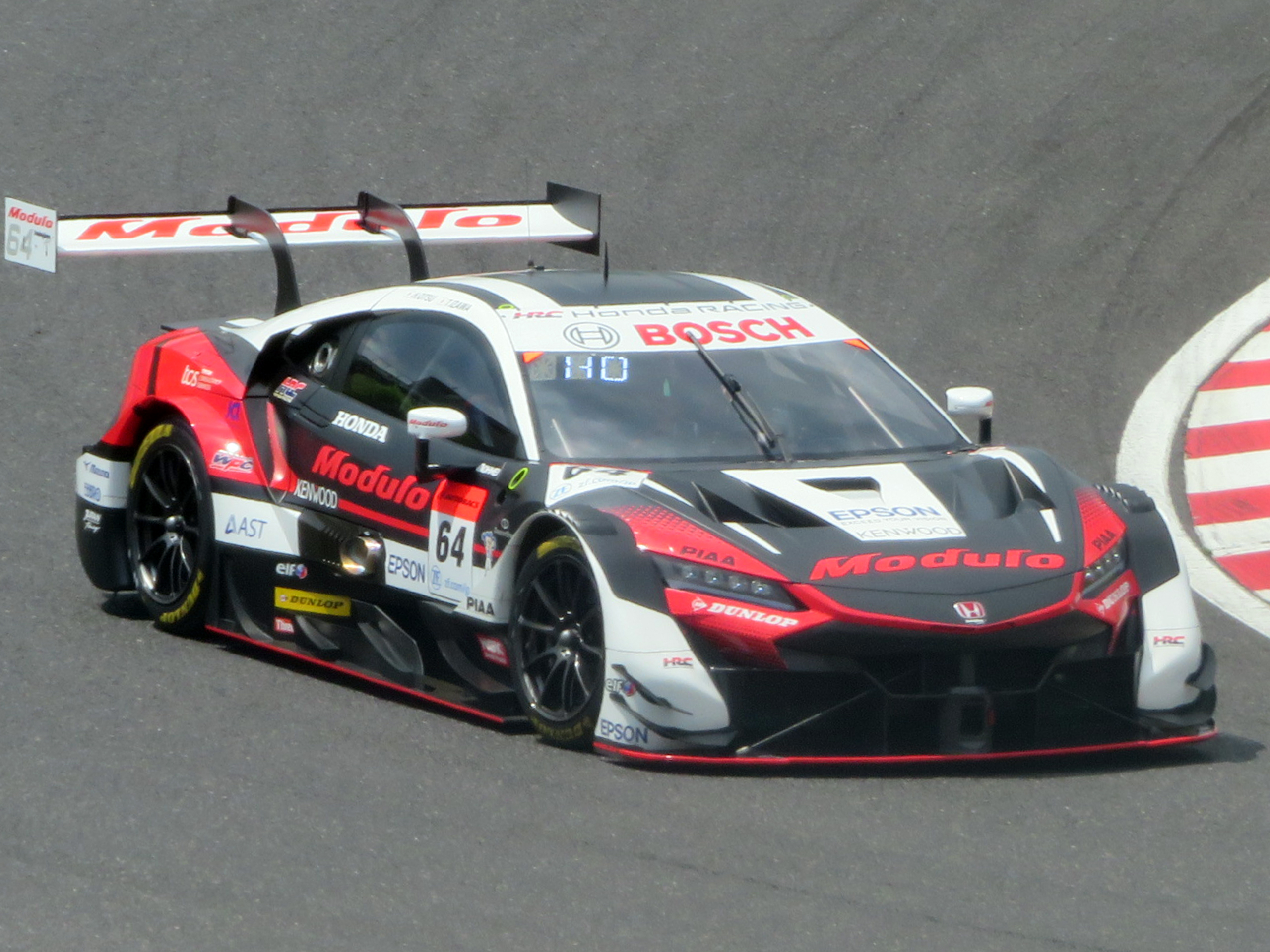
Modulo NSX-GT（2022年）

国内GTシリーズ(JGTCおよびSUPER GT)にはGT500クラスに参戦している。タイヤはJGTC時代はブリヂストン（POTENZA）だったが、SUPER GTではダンロップを使用している。

### NSX
JGTC時代から通算して、GT500クラスで最多勝を誇るマシン。2003年までは「Mobil 1 NSX」、2004年から2009年は「EPSON NSX」の車名で参戦。
参戦初年度の1998年から優勝を飾り(第4戦富士ホンダ勢GT初優勝)、強さを見せたニスモに唯一食らいつきランキング2位。その後も毎年のように優勝を挙げ、2002年にはシリーズ3勝、6号車ルマンと最後の最後までタイトルを争ったが1ポイント届かず再びランキング2位。2003年は参戦以来初めて未勝利に終わるが、メインスポンサーがEPSONに変わった2004年は不調に喘ぐホンダ勢で唯一優勝を飾り、ランキング8位ながらホンダ勢最上位を獲得。この年他のNSX3台が稼いだ合計ポイント17を大きく上回る42ポイントを獲得し、孤軍奮闘を見せた。
2005年よりタイヤをブリヂストンからダンロップに変更。NSX好調で迎えた2007年でもこの年圧倒的な力を見せたARTAには及ばなかったが、最終戦で優勝を飾って最多3度目のドライバーズランキング2位。NSXラストイヤーの2009年こそ振るわなかったが、12シーズンに渡り目覚ましい活躍を収めた。
カーナンバーは2003年まで“64”だった。これは監督の中嶋が1989年オーストラリアグランプリでファステストラップを記録したのが64周目だったことにちなむ。2004年に“32”に変更されたが、これはレースの公式プログラムなどでエントリーリストがカーナンバー順に作られる際に、自チームの掲載位置が後ろの方になるのを嫌がったためという。

### HSV-010
2010年から2013年の4シーズンはHSV-010に変更。「EPSON HSV-010」の車名で参戦したが、2010年および2013年シーズンはGT500クラス参戦マシンの中でまさかのシリーズポイント最下位という屈辱を味わった。それ以外の2シーズンもシリーズポイントで二桁順位に沈んでいる。

### NSX-Concept GT
2014年シーズンからはSUPER GTの車両規則の変更に伴いNSXの発展モデル「NSX-Concept GT」で参戦。車名は「EPSON NSX-Concept GT」。翌2015年シーズン、「スタッフの変更等で心機一転の一年となるため」との理由からカーナンバーを従来の“32”から“64”に戻している。

## 参戦歴

### 全日本F2選手権
- 1984年 （エントラントは「ヒーローズレーシング」）

EPSON 842 HONDA（マーチ842、ホンダRA264E、BS） ／ #3 中嶋悟
- 1985年 （エントラントは「HEROES RACING WITH NAKAJIMA」）

EPSON 85J HONDA （マーチ85J、ホンダRA264E & RA265E、BS） ／ #1 中嶋悟
- 1986年 （エントラントは「HEROES RACING WITH NAKAJIMA」）

EPSON 86J HONDA （マーチ86J、ホンダRA266E、BS） ／ #1 中嶋悟

### 全日本F3000選手権
- 1987年 （エントラントは「Heroes Racing Corp」）

EPSON 87B HONDA （マーチ87B、ホンダRA387E、BS） ／ #3 鈴木利男
- 1988年 （エントラントは「CABIN Racing Team with HEROES」）

CABIN 87B（& 88B・88D） MUGEN （マーチ87B & 88B・レイナード88D、無限MF308、BS） ／ #3 森本晃生
- 1989年 （この年から1995年までエントラントは「NAKAJIMA PLANNING」）

CHERENA LOLA T88（& T89） （ローラT88/50 & T89/50、無限MF308、BS） ／ ＃2 中子修
PIAA LOLA T89 （ローラT89/50、無限MF308、BS） ／ #12 パオロ・バリッラ
- 1990年

CHERENA LOLA T89 (& T90)（ローラT89/50 & T90/50、無限MF308、BS） ／ #2 中子修
PIAA REYNARD 90D （レイナード90D、無限MF308、BS） ／ #12 佐藤浩二
- 1991年

CHERENA LOLA T90 (& T91)（ローラT90/50 & T90/50、無限MF308、BS） ／ #2 中子修
PIAA RALT RT23 (REYNARD 90D)（ラルトRT23・レイナード90D、無限MF308、BS） ／ #12 黒澤琢弥、佐藤浩二（第9戦）
- 1992年

PIAA RALT RT24J (REYNARD 92D)（ラルトRT24J・レイナード92D、無限MF308、BS） ／ #12 中野信治
- 1993年

PIAA REYNARD 93D （レイナード93D、無限MF308、BS） ／ #14 影山正彦、#15 桧井保孝
- 1994年

PIAA REYNARD 94D （レイナード94D、無限MF308、BS） ／ #15 桧井保孝、#16 影山正彦
PIAA REYNARD 93D （レイナード93D、無限MF308、BS） ／ #36 高木虎之介（第7・8・10戦）、#65 中野信治（第10戦）
- 1995年

PIAA REYNARD 94D (& 95D)（レイナード94D & 95D、無限MF308、BS） ／ #64 高木虎之介
PIAA REYNARD 95D （レイナード95D、無限MF308、BS） ／ #65 黒澤琢弥

### 全日本選手権フォーミュラ・ニッポン
※ 2008年まで「PIAA NAKAJIMA RACING」、2009年から「NAKAJIMA RACING」のチーム名で参戦
- 1996年 レイナード96D、無限MF308、BS（#64 高木虎之介／#65 黒澤琢弥）
- 1997年 レイナード97D、無限MF308（#64 高木虎之介／#65 山西康司）※1997年よりタイヤはBS（ブリヂストン）のワンメイク
- 1998年 レイナード97D、無限MF308（#64 山西康司／#65 トム・コロネル）
- 1999年 レイナード99L、無限MF308（#64 トム・コロネル／#65 光貞秀俊）
- 2000年 レイナード2KL／99L、無限MF308（#0 高木虎之介／#2 松田次生）
- 2001年 レイナード2KL／99L、無限MF308 （#1 松田次生／#2 ラルフ・ファーマン）
- 2002年 レイナード01L、無限MF308（#31 ラルフ・ファーマン／#32 松田次生）
- 2003年 ローラB351、無限MF308（#1 小暮卓史／#2 アンドレ・ロッテラー）
- 2004年 ローラB351、無限MF308（#31 アンドレ・ロッテラー／#32 小暮卓史）
- 2005年 ローラB351、無限MF308（#31 アンドレ・ロッテラー／#32 小暮卓史）
- 2006年 ローラB06/51、ホンダHF386E（#31 ロイック・デュバル／#32 武藤英紀）
- 2007年 ローラB06/51、ホンダHF386E（#31 ロイック・デュバル／#32 小暮卓史）
- 2008年 ローラB06/51、ホンダHF386E（#31 ロイック・デュバル／#32 小暮卓史）
- 2009年 スウィフト017.n、ホンダHR09E（#31 ロイック・デュバル／#32 小暮卓史）
- 2010年 スウィフト017.n、ホンダHR10E（#31 山本尚貴／#32 小暮卓史）
- 2011年 スウィフト017.n、ホンダHR10E（#31 中嶋大祐／#32 小暮卓史）
- 2012年 スウィフト017.n、ホンダHR12E（#31 中嶋大祐／#32 小暮卓史）

### 全日本スーパーフォーミュラ選手権
- 2013年 スウィフト017.n、ホンダHR12E（#31 中嶋大祐／#32 小暮卓史）
- 2014年 ダラーラSF14・ホンダHR-414E（#31 中嶋大祐／#32 小暮卓史）
- 2015年 ダラーラSF14・ホンダHR-414E（#64 中嶋大祐／#65 ベルトラン・バゲット）
- 2016年 ダラーラSF14・ホンダHR-414E（#64 中嶋大祐／#65 ベルトラン・バゲット）
- 2017年 ダラーラSF14・ホンダHR-417E（#64 中嶋大祐／#65 ナレイン・カーティケヤン）
- 2018年 ダラーラSF14・ホンダHR-417E（#64 ナレイン・カーティケヤン／#65 伊沢拓也）
- 2019年 ダラーラSF19・ホンダHR-417E（#64 アレックス・パロウ／#65 牧野任祐）
- 2020年 ダラーラSF19・ホンダHR-417E（#64 牧野任祐／#65 大湯都史樹）
- 2021年 ダラーラSF19・ホンダHR-417E（#1 山本尚貴／#64 大湯都史樹）
- 2022年 ダラーラSF19・ホンダHR-417E（#64 山本尚貴／#65 大湯都史樹）
- 2023年 ダラーラSF23・ホンダHR-417E（#64 山本尚貴／#65 佐藤蓮）
- 2024年 ダラーラSF23・ホンダHR-417E（#64 山本尚貴／#65 佐藤蓮）
- 2025年 ダラーラSF23・ホンダHR-417E（#64 佐藤蓮／#65 イゴール・フラガ）

### 全日本F3選手権[10]
- 1992年 PIAA ラルトRT36（&RT35） 無限（ラルトRT36＆RT35、無限MF204、BS）／#12 中野信治
- 1994年 PIAA RALT 94C（ラルト94C、無限MF204、BS）／#64 田中哲也
- 1996年 PIAA POKKA Mr. F3（ダラーラF396、無限MF204、BS）／#64 山西康司 SRS-FスカラシップF3（ダラーラF396、無限MF204、BS）／#65 黒澤治樹
- 1997年 SRS-FスカラシップF3（ダラーラF396、無限MF204、BS）／#64 西翼 SRS-FスカラシップF3（ダラーラF397、無限MF204、BS）／#65 吉村一誠⇒山口大陸
- 1998年 SRS-Fスカラシップ（ダラーラF397、無限MF204B、BS）／#64 松田次生
- 1999年 PIAA DALLARA 無限（ダラーラF399、無限MF204B、BS）／#64 松田次生
- 2000年 PIAA DALLARA 無限（ダラーラF399、無限MF204B、BS）／#64 本条康幸⇒佐藤晋也
- 2001年 PIAA DALLARA 無限（ダラーラF399、無限MF204B、BS）／#64 佐藤晋也
- 2002年 PIAA DALLARA 無限（ダラーラF302、無限MF204B、BS）／#64 佐藤晋也

### 全日本ツーリングカー選手権
- 1985年 無限 シビックSi、BS（#15 中嶋悟、中子修）
- 1986年 無限 シビックSi、BS（#15 中子修、佐藤浩二）
- 1987年 EPSON シビックSi、BS（#15 鈴木利男、佐藤浩二）
- 1988年 オロナミンC シビック・BS（#15 鈴木利男、佐藤浩二）
- 1989年 PIAA シビック、BS（#15 佐藤浩二、岡田秀樹）
- 1990年 PIAA シビック、BS（#15 佐藤浩二、服部尚貴⇒中谷明彦）
- 1991年 PIAA シビック、BS（#15 佐藤浩二、五藤久豊）
- 1994年 PIAA シビックフェリオ VTEC、BS（#15 田中哲也）
- 1995年 PIAA シビックフェリオ VTEC、BS（#15 黒澤琢弥）
- 1996年 PIAA アコード VTEC、BS（#15 黒澤琢弥）
- 1997年 PIAA SN アコード、BS（#15 黒澤琢弥）

### 全日本GT選手権
- 1998年 Mobil1 NSX、BS（#64 山西康司、トム・コロネル）
- 1999年 Mobil1 NSX、BS（#64 山西康司⇒光貞秀俊、トム・コロネル）
- 2000年 Mobil1 NSX、BS（#64 伊藤大輔、ドミニク・シュワガー）
- 2001年 Mobil1 NSX、BS（#64 ドミニク・シュワガー、松田次生）
- 2002年 Mobil1 NSX、BS（#64 松田次生、ラルフ・ファーマン）
- 2003年 Mobil1 NSX、BS（#64 松田次生、小暮卓史、アンドレ・ロッテラー）
- 2004年 EPSON NSX、BS （#32 松田次生、アンドレ・ロッテラー）

### SUPER GT
- 2005年 EPSON NSX、DL（#32 松田次生、アンドレ・ロッテラー）
- 2006年 EPSON NSX、DL（#32 ロイック・デュバル、武藤英紀）
- 2007年 EPSON NSX、DL（#32 ロイック・デュバル、ファビオ・カルボーン）
- 2008年 EPSON NSX、DL（#32 ロイック・デュバル、平中克幸）
- 2009年 EPSON NSX、DL（#32 ロイック・デュバル、中山友貴）
- 2010年 EPSON HSV-010、DL（#32 道上龍、中山友貴）
- 2011年 EPSON HSV-010 GT、DL（#32 道上龍、中山友貴）
- 2012年 EPSON HSV-010 GT、DL（#32 道上龍、中山友貴）
- 2013年 EPSON HSV-010 GT、DL（#32 道上龍、中嶋大祐）
- 2014年 EPSON NSX CONCEPT-GT、DL（#32 中嶋大祐、ベルトラン・バゲット）
- 2015年 EPSON NSX CONCEPT-GT、DL（#64 中嶋大祐、ベルトラン・バゲット）
- 2016年 EPSON NSX CONCEPT-GT、DL（#64 中嶋大祐、ベルトラン・バゲット）
- 2017年 EPSON Modulo NSX-GT、DL（#64 ベルトラン・バゲット、松浦孝亮）
- 2018年 EPSON Modulo NSX-GT、DL（#64 ベルトラン・バゲット、松浦孝亮）
- 2019年 Modulo Epson NSX-GT、DL（#64 ナレイン・カーティケヤン、牧野任祐）
- 2020年 Modulo NSX-GT、DL（#64 伊沢拓也、大津弘樹）
- 2021年 Modulo NSX-GT、DL（#64 伊沢拓也、大津弘樹）
- 2022年 Modulo NSX-GT、DL（#64 伊沢拓也、大津弘樹）
- 2023年 Modulo NSX-GT、DL（#64 伊沢拓也、太田格之進）
- 2024年 Modulo CIVIC TYPE R-GT、DL（#64 伊沢拓也、大草りき）
- 2025年 Modulo CIVIC TYPE R-GT、DL（#64 伊沢拓也、大草りき）

### N1耐久シリーズ
- 1992年 PIAA プレリュード VTEC、BS（#6 佐藤浩二、五藤久豊）
- 1993年 PIAA プレリュード VTEC、BS（#6 佐藤浩二、光貞秀俊）

※ドライバー名が強調文字になっているところはシリーズチャンピオン獲得。スポット参戦、サテライトチームなどは除く。

## 現在の主なスポンサー
- エプソン販売
- モデューロ
- ポノス
- ホンダ
- ダンロップ
- エルフ
- 象印マホービン
- PIAA